# Polemiosilis saleierensis
Polemiosilis saleierensis es una especie de coleóptero de la familia Cantharidae.

## Distribución geográfica
Habita en el oeste de Samoa.